# 白泉社アテナ新人大賞
白泉社アテナ新人大賞（はくせんしゃアテナしんじんたいしょう）は、白泉社が少女漫画家輩出を目的として開催していた新人漫画賞である。
1976年より「アテナ大賞」として毎年一回開催され、1984年に「白泉社アテナ新人大賞」に改称し、2012年の第37回まで継続された。2013年に「白泉社少女まんが新人大賞」としてリニューアルされ、通算回数は第1回からとリセットされている。
しかし、『別冊花とゆめ』が2018年7月号（同年5月26日発売）を最後に休刊となったこともあり、「白泉社少女まんが新人大賞」は2017年の第5回を最後に終了することとなった。

## 概要
白泉社が発行する漫画雑誌『花とゆめ』・『別冊花とゆめ』・『LaLa』・『MELODY』の4誌合同で募集・選考を行っており、毎年10月1日に応募を締め切り、翌年1月末に授賞式を開催。選考は4誌の編集長と執筆作家によって行われる。デビュー優秀者賞を除き、受賞作品はこのいずれかの雑誌（またはその系列誌）に掲載される。
名称はギリシャ神話の女神アテナに由来。一般公募作品から選ばれる「新人大賞」・「優秀新人賞」・「新人賞」・「佳作」の4賞のほか、すでに白泉社の漫画雑誌でデビューしており、優れた作品を発表した新人作家に贈られる特別賞として「デビュー優秀者賞」がある。
当初は「アテナ大賞」の名称で創設され、一般公募作品から選ばれる「大賞」・「第2席」・「第3席」・「選外佳作」の4賞と、デビューした新人作家に贈られる「デビュー優秀者賞」（第4回から設置）があった。第9回から現在の「アテナ新人大賞」に名称を変更した。
なお、「デビュー優秀者賞」は作家に贈られる賞で、作品自体に贈られている訳ではない。以下の受賞者一覧のデビュー優秀者賞に書かれている作品名は「デビュー優秀者賞」を受賞するにあたって考慮された作品の一つである。
第30回以降は受賞作品を収録したアンソロジーが単行本化されている。2005年の第30回から2012年の第37回まで計8冊が刊行物されているが、受賞年の翌年に単行本化される為、タイトル表記年に一年分の差異がある（例：2007年に開催された第32回での受賞作品は『この新人がスゴイ!!2008〜第32回白泉社アテナ新人大賞受賞作品集〜』として2008年の刊行となる ）。

## 受賞者一覧
受賞者名・作品タイトルは発表当時の表記に従っている。
| アテナ大賞     | アテナ大賞 | アテナ大賞                           | アテナ大賞 | アテナ大賞 | アテナ大賞 | アテナ大賞 | アテナ大賞                                      |
| 回             | 年         | 大賞                                 | 第2席 | 第3席 | 選外佳作 | デビュー優秀者賞 |                                                 |
| -------------- | ---------- | ------------------------------------ | --- | --- | --- | --- | ----------------------------------------------- |
| 1              | 1976       | 候補なし                             | - 倉持知子「こわれた和彦くん」 - すみだうみん「すてきな一週間」 - 長広洋子「ピエール」 - 夢子「シスター」 - みかみなち「上を下へのロックンロール」                    | - 高野正子「エビル（悪霊）」 - 高橋玲井子「わすれな草 ラプソディ」 - 寺沢武一「聖戦」 - 横山ゆきと「ごきぶり賛歌」 | 未設置 | 未設置 |                                                 |
| 2              | 1977       | 候補なし                             | - 金岡峰代「春笑草」 - 酒井美羽「ロリオン」 - 高口里純「赤いシャッポ」 - 猫十字社「天使の一日」 - 光崎圭「杏奴麿利」（アンヌマリィ） - 谷地恵美子「ココアはもうだめ」 | - さんぞう「聖域」・「メロディー・ワーズ」 - 堀泉下「ルシファーの目」 - めるへんめーかー「ムーンライトゼリー」 | 未設置 | 未設置 |                                                 |
| 3              | 1978       | 候補なし                             | - 篠有紀子「冬の日の一ページ」 - 清水まさみ「Aをねらえ!!」・「北風いやん!」 - 渚満「それゆけ結婚!」                                                                   | - 野妻まゆみ「魔法の卵」 - 橋本多佳子「サムシング」 - 葉月秋子「桜物語」 | - 愛咲まな「やさしい秋のはじまり」 - 沢まさみ「ラブ・ヘルパー」 - 更紗糖「さらさくん」 - 長神伸子「グラス・ハーモニカ」 - 山本汎泉「世界を変える方法」 | 未設置 |                                                 |
| 4              | 1979       | 候補なし                             | - くぼた尚子「こっちむいてセンセ!」 - 野間美由紀「ひっくり返って恋をして!?」 - 吉田幸子「猫はネコ」                                                                   | - 秋本尚美「灯を消して」 - 飯田みちる「拝啓まゆるちゃん」 - きむらしんこ「舞子冬木立」 - しばたひろこ「かしこいうさぎさん街に行く」 | - 千住八重「ロザムンデ間奏曲」 - 武山真紀「宇宙に届くまで」 - 緑井圭「ダークグレイの向う側」 - 村田美久「ハピネス」 - 米山久美「彼の手」 | - ひかわきょうこ - 山本まゆり |                                                 |
| 5              | 1980       | 候補なし                             | 候補なし | - かつら桂「顔で鏡を割る女」 - 河惣益巳「ツーリングエキスプレス」 - 鮫島美貴「恋人みたいに泣かないで」 - 姫野くみ「たいむまし〜ん1440MIN」 - 星崎真紀「リュカの藍の帽子」 - 八木橋涼子「ストップ・ザ・BF泥棒」 - 若松るり子「ちひろちゃんのラッタッタ」 | - 伊藤結花理「イエイエ?スパー!」 - 桂木ひろみ「月光仮面は来ないけど」 - 川畑みどり「ウェディング・トラブル」 - 小林由佳「スミレさんの課外授業」 - 菅原睦子「なんてあざやかな朝」 - 園部まや「トムソン・コーヒータイム」 - 牧あけみ「シャッターメロディシティ」 - 三崎柚香「ふり向けばハエ男」 - やざきゆうこ「ミルクポストに紅い薔薇を」 | - 野間美由紀「秋にのせて♥聖子から…」 - くぼた尚子「こ・い・び・と未満」 |                                                 |
| 6              | 1981       | 候補なし                             | - 倉嶋圭「ニューヨークグラフィティ」 - 日渡早紀「魔法使いは知っている」                                                                                               | - 倉本伸子「ハッピーウェディング♡マーチ」 - 多門由起子「鳩子のスポーツ・クレイジー」 - 西沢陽子「ライン・ストーン・ラプソディ」 - 星野架名「東京は夜の7時」 - ますたにひとみ「「オレ」っていう存在」 - 裕美えこ「A・M, P・M - P・S,」                   | - 佐々木一生「ヌーヴェル ネージュ」 - 藤波あお子「熱血♡ラブストーリィ」 | - 河惣益巳「霧のロッテルダム・ポート」 - 星崎真紀「黄昏シティ・グラフィティ」 |                                                 |
| 7              | 1982       | 候補なし                             | - はやせたくみ「ILLUSION －幻想－」 | - 貴尾紫麻「グラスハウス・ララバイ」 - 森脇千里「海へ還る」 | - 鷗久玲子「闇夜」 - きぬがさまこと「まとちゃん」 - 高邑未玖「二十歳の君へ」 - 東樹れい子「聖母は気球にのって」 | - 日渡早紀「アクマくん夢見る翼」 - 久保キリコ「シニカル★ヒステリー★アワー」 |                                                 |
| 8              | 1983       | 候補なし                             | - 松井香純「ちなみに命がけっ!」 | - 荒木淳子「憂魔」 - 小野沢百合子「“プリティ・ボーイ”マイケル」 - かがや響子「Dreaming Blue」 - 椎隆子「黒い瞳は永遠に」 - 橋本恩「ガラスの森の白雪姫」                                                                                                 | - 絵織せいと「ゆうれい志願!?」 - 桜井優美「PUZZLE WORK」 - 鈴木郁「フィリオン」 - 高庭淳「バヴァリア幻想」 - 高村未玖「ぼくの心は宇宙船」 - 中谷比妃子「クレーム ランベル セ オー カラメル」 | - わかつきめぐみ「不協和音ラプソディ」 - なかじ有紀「学生の領分（PART6）」 - 山口美由紀「スクラップ・ランチはいかが」 - 川原泉「空の食欲魔人」 |                                                 |
| アテナ新人大賞 |            |                                      | | | | |                                                 |
| 回             | 年         | 新人大賞                             | 優秀新人賞 | 新人賞 | 佳作 | デビュー優秀者賞 | レディースコミックス賞                          |
| 9              | 1984       | 候補なし                             | - 秋月由利「パニックは起こらない」 - 遠野一生「くすりゆび姫」 | - 池田渉幸「11月物語」 - 高宮直子「予期せぬ出来事」 - 林理子「キャンディ・ライト・ポップソング」 - 根本章子「翼がくれた夢」 - やまじえびね「夜の胸さわぎ」 - 若山信「ピスタチオ・ダンス」                                                               | - 加藤夕「カルフォルニア・コネクション」 - 黒田桂子「シンデレラはまっている」 - 立野真琴「革命時にきかせて」 - 堀内美千江「怪子さんが通る」 | - 小原須磨子「ハイ・ソサエティ」 - 椎隆子「エキゾチック・Tiger」 |                                                 |
| 10             | 1985       | 候補なし                             | - 北村たもつ「ときめきのトップ・シークレット」 - 戸田弓弥子「真夏のペーパードール」 - 米沢りか「冬の終わりのインターバル」                                            | - 杉山志保子「夢で還えたら －過去完了－」 - すぎやまゆうこ「FLASH!」 - たっち「きょうはアラシ」 | - きつかわ良子「黄金色の帯」 - 松山真美子「天使たちの降った夜」 | - 那州雪絵「フラワー・デストロイヤー」 |                                                 |
| 11             | 1986       |                                      | - 北岡伸子「プラス・ONE」 | - 加山由紀「ABCがやってくる」 - 坂本奈穂美「ういずあうとSaying」 - 新田華丸「リボン－Happening」 - 吉住朝「逢えたらいいね」 | - 小泉秋子「パターン分析」 - 小野柄みゆき「家族くらぶ」 | |                                                 |
| 12             | 1987       |                                      | | - 喜多尚江「ライト・ボーイ」 | - 近藤美保「秋のmagic」 - 笠間留美「WHO'S THAT BOY」 - 高瀬雅江「みるくぼーいのみる夢は」 - 山崎真実「Outset」 | - やまざき貴子 |                                                 |
| 13             | 1988       |                                      | - 杜真琴「聖三角形の法則」 | - 綾瀬百合子「きつねの嫁入り」 - 北里千寿「すくらんぶるサマー」 - 遠藤しずな「きのうのさようなら」 | - 冬城冴子「春まぢか!健全青春奪回戦」 | |                                                 |
| 14             | 1989       | - たにともこ「宝島でまっている」     | - 落合千代「さよならさびしんぼう」 - 六本木綾「小悪魔の秘密」 | - 浅倉まり「夢見るバンパイヤ」 - 岳倉暁美「悩める夜を抱きしめて」 | - 橘裕「雪の魔法」 - にしざわみゆき「シャイネス・ボーイ」 - 水城めぐみ「Starlight Night」 | |                                                 |
| 15             | 1990       | 候補なし                             | - 山田南平 「プライマリー・マム」 | - 秋田京「ウェイティング・フォー・ブロッサムズ」 - 麻生美琴「TWINS」 - 河内美雪「告白の行方」 | - 大槻なるみ「冷めない紅茶」 - 宝井千里「微笑コンプレックス」 - 山本音和「天誅の樹」 | - 橘裕「妖気にカーニバルナイト」 - 山下友美「追憶のメロディー」 | - 岩崎翼「失恋の達人」 - やべみちこ「微熱関係」 |
| 16             | 1991       | 候補なし                             | - 多田逸子「カメレオン・プリンセス」 - たかしろ碓氷「真昼38度」 | - 松香えん「俺と未知との友情」 | - 三園登子「うつむきがちな今日だから」 - 山中音和「天誅の樹」 | |                                                 |
| 17             | 1992       | - 津田雅美「今は、どこかの空の下で」 | - 魚塚麻里「君に映る空と雲」 | - 仲村佳樹「両手にツキ」 - 瑞樹奈穂「友達の恋人と私」 | - 真久良ずん「わたしのDear」 - 未森ゆうか「KNOCK-KNOCK」 | |                                                 |
| 18             | 1993       | 候補なし                             | - ささだあすか「恋について語ってみようか」 - 東京ハンズ「博士と助手」 - 猫山宮緒「今日もみんな元気です」                                                              | - 浅丘みなぎ「失楽園」 - おかむら有貴「まぬけなPURE BOY」 | - 武内七絵「今更だけど」 - 中条比紗也「真夏の犯罪者」 | |                                                 |
| 19             | 1994       | 候補なし                             | - 鷹蒔あつし「ONE STEP FROM THE MOVE」 - 野口ともこ「ブラッシュ」 | - 高蔵景「硝子の夏」 - マツモト旬「眠る姫」 | - 杉山愛「そしていつもあなたを想う」 - 竹林棹「きらきら」 | - 猫山宮緒「花と少年」 - 藤崎真緒「瞳・元気」 - 真久良ずん 「天使の名前」 |                                                 |
| 20             | 1995       | 候補なし                             | - 葉山萌葱「つきあかり」 - 皆本右京「日常のヒロイン」 | - 岡崎呼人「魚の名前」 - 藤川佳世「Operation!」 | - 大沢美月「星の光るところ」 - 椎谷成美「再び兄妹物語」 | - 酒井美詠子「少年はその時群青の風を見たか?」 - 中条比紗也「夢見る葉っぱ」 - ひらい摩利「火宵の月」 |                                                 |
| 21             | 1996       | 候補なし                             | - 大実里笑「消せない男」 - 水無月忍舞「大好き」 | - 今井東「屋上庭園」 - 柴来匡「BEST FRIEND」 - 日海睦月「きりのないロマンティシズム」 | - 浅尾まい「空と君のあいだに」 - 竹沢宵子「虚園に咲く花」 - 善國紗十子「未完成のドン・キホーテ」 | - なかむらよしみ「フレヤ －女神保存伝説－」 - 日高万里「終わらない恋のために」 - マツモトトモ「キス」 |                                                 |
| 22             | 1997       | 候補なし                             | - 内田小鳩「I LOVE MAMA」 | - サカモトミク「インスタント・ダイナマイト」 - 新堂莉加「-less」 | - いずみち湊「トンネルをぬけて」 - 松崎愛子「沢田ナツミ」 - 松永りわ「Happy Taste」 | - 石井有紀子「兄貴におまかせ!」 - 藤川佳世「かたつむり警報」 - 藤丞めぐる「緋桜白拍子」 - 松下容子「闇の末裔」 - 渡辺祥智「銀の勇者」 |                                                 |
| 23             | 1998       | 候補なし                             | - 貝原南「日曜日の恋人」 - 福山リョウコ「心臓が足りない」 | - 鈴木誠「グライダー」 - 槻宮杏「金魚」 | - 斎藤あきら「365歩のマーチ」 - 深宮肖子「Mind Journey」 - 富士原林和「スイート」 - よしだ斑鳩「月光森ノ夏」 | - 加藤四季「高校天使」 - 杉原涼子「あめのち晴れ」 - 高尾滋「人形芝居」 - にざかな「B.B.Joker」 - 野口ともこ「Live in にっぽん」 - 葉山萌葱「僕が描いた家族」 - 水丸スミレ「ママと呼ばないで」 |                                                 |
| 24             | 1999       | 候補なし                             | - 落合沙代里「ハッピーコンプレックス」 - 呉由姫「地上より永遠に」 | - 礒田わたこ「青空」 - 岩城夕維「花咲ける日を」 - 日和野衣「背中にスキあり」 | - 篠原十那「剣術恋模様」 - 巴「TINY MONSTER」 - 三郷由香里「日曜日に。」 | - 絵夢羅「Wジュリエット」 - 冴凪亮「よろず屋東海道本舗」 - 田中メカ「お迎えです。」 - 樋口橘「スワンレイク」 - 樋野まつり「とらわれの身の上」 - 望月ぱすた「宇宙の果てからこんにちは」 |                                                 |
| 25             | 2000       | 候補なし                             | - 菅原ゆり「問わず語りさ青春は!」 - 藤生翠「天使とデート」 | - 浅野伽々「風のうた」 | - 高宮聡「Resonance」 - 羽村初「バクダン発言!!」 - 南マキ「デイ・ドリーム・ビリーバー」 | - サカモトミク「ナデシコクラブ」 - 桜井雪「ショート寸前!」 - 筑波さくら「目隠しの国」 - 水野十子「遙かなる時空の中で」 - 緑川ゆき「あかく咲く声」 |                                                 |
| 26             | 2001       | 候補なし                             | - 緒津時子「メロディレス」 | - 磁ロックス「少年乙女」 - 古川那都紀「チューは命を救う」 - 古都和子「DOLL LOVER」 | - 天乃忍「ラブチェイス!」 - 瀬良くすり「オレンジドラッグ」 - 仙道さつき「それが一番大事」 - 萩尾彬「フェイスオブフェイク」 | - 菅野文「ソウルレスキュー」 - 草川為「ガートルードのレシピ」 - 朔野安子「姫君の条件」 - 葉鳥ビスコ「千年の雪」 - 藤原規代「ぼくはね。」 - 佑羽栞「アニマルチャンネル」 |                                                 |
| 27             | 2002       | 候補なし                             | - 林ゆか「おててつないで」 - 草凪みずほ「御神兄弟がゆく!?」 | - 都戸利津「晴れた春には花を愛で」 | - 響ワタル「その日は雨!」 - 恵さちこ「いちばん帽」 - いちようかゆ「バンザイ!」 | - イチハ「女子妄想症候群」 - 及川七生「月夜烏草紙」 - 勝田文「あのこにもらった音楽」 - 川瀬夏菜「知らない国の物語」 - 桐谷実紀「ミサイルハッピー!」 - みなみ佐智「ブリキの缶づめ」 |                                                 |
| 28             | 2003       | 候補なし                             | - 亞和ミチ「ネガレストワールド〜未来の名前〜」 | - 樹桐ゆや「溺れる金魚」 | - 青山和希「華ふらし雨ふらし」 - 芦沢あみ「めぐる季節の中で」 - 猪狩そよ子「浸透」 - 百合野真理「ねこじゃらし」 | - 草凪みずほ「よいこの心得」 - 宝田妃世「だけどハッピーパラダイス」 - 槻宮杏「楽園ルウト」 - 椿いづみ「親指からロマンス」 - 時計野はり「お兄ちゃんと一緒」 - 山本修世「告白倶楽部」 |                                                 |
| 29             | 2004       | 候補なし                             | - ふじつか雪「トレモロビート!」 | - 知華「コノコドコノコ」 | - 蒼井ゆき「欲望オンチ」 - 如月リン「花灯り」 - 高羽冬子「紅龍伝」 - 藤原未來「ヒンノムに眠る」 - 水上衣理「モノ言わぬはっぱ」 | - 伊沢玲「マイネリーベ〜永遠なる夢想曲〜」 - 和泉明日香「トカゲ王子」 - 磁ロックス「3年Z組ポチ先生 」 - 福山リョウコ「悩殺ジャンキー」 - ふじもとゆうき「となりのメガネ君。」 - 南マキ「S・A」 - 唐沢千晶「温泉で会いましょう」 - 呉由姫「金色のコルダ」 - 林みかせ「地球行進曲」 - 慎結「パパと歩こう」 - 有木涼「ブルーラムン」             |                                                 |
| 30             | 2005       | - トビナトウヤ「潔癖少年 完全装備」  | 候補なし | - 今仲らく「シビア王国へようこそ!」 - 綾菜充木「僕らは ずっと」 | - モチダ「キュートなマシンガン」 - 華咲ねお「雪のコトダマ」 - 在賀塔「スカイハイ!」 | - 江咲桃恵「ほいきた!りんご組」 - 小椋アカネ「マドモワゼル バタフライ」 - 小松田わん「クラスターエッジ」 - 斎藤けん「花の名前」 - 古都和子「君とスキャンダル!」 - 松月滉「幸福喫茶3丁目」 - 山口舞子「もうすこしがんばりましょう」 |                                                 |
| 31             | 2006       | 候補なし                             | - 沖田智子「Grayish Rainbow」 | - ミズカ叶太「人魚十五」 - サトウナツミ「グラス×キッス」 - 大村詞陽「英雄の左手」 | - 美神史一「絶対恋華」 - 山田ひとみ「Baby I love you」 | - 岡崎呼人「わんの実」 - 木内たつや「はちみつの花」 - 鈴木ジュリエッタ「カラクリオデット」 - 西形まい「ヴィーナス綺想曲」 - 萩尾彬「シュガー☆ファミリー」 - 藤方まゆ「あぁ愛しの番長さま」 - ふじつか雪「金魚奏」 - 藤原ヒロ「会長はメイド様!」                                                                                               |                                                 |
| 32             | 2007       | 候補なし                             | - 真柴なお「私の好きな相馬くん」 | - 壱春コマ「ロワがノーイにくれたもの」 - 井尻奈保子「エナマニア」 - 高柳三樟「ガーディアンジョーカー」 | - なみの「ロマンチスト・エゴイスト」 - 緋桜泉「にがよもぎ近代詩」 - ひな太「ココロのススメ!」 | - あきづき空太「赤髪の白雪姫」 - 亞和ミチ「天上の果実」 - 高木しげよし「花にアラシ」 - トビナトウヤ「潔癖少年 完全装備」 - 中村世子「友嬢 サバイバル!」 - 都戸利津「心霊探偵 八雲」 |                                                 |
| 33             | 2008       | 候補なし                             | - 榎木りか「リトルガール リトルスター」 - 麻野大「ロード」 | - ミドリノコ「ちょっと一言いいですか?」 - 保嵩ハルカ「ボクと魔女の夏休み日記」 | - 神立くみこ「ノンシュガー&ストレート」 | - 音久無「花と悪魔」 - 日向さくら「DUEL LOVE-恋する乙女は勝利の女神-」 - モリエサトシ「ラブシック」「学校ホテル」 - 天乃忍「片恋トライアングル」 - 可歌まと「ひみつの姫君うわさの王子」 - 辻田りり子「笑うかのこ様」 - 響ワタル「花月姫」 - 弓きいろ「図書館戦争-LOVE&WAR-」 - 柏屋キクゾー「嫁姑教室」 - カネチクヂュンコ「八葉さんが行く!」 |                                                 |
| 34             | 2009       | - 師走ゆき「ことだまころころ」       | - 雨木りく「トラの空模様」 | - 笹月いぐさ「オトギ草子」 - 聖夜らいう「コドク魔女」 | - さとうみなみ「いざ尋常に勝負せよ！」 - 野崎アユ「まおうさ」 | - 一ノ瀬かおる「未少年プロデュース」 - こうち楓「LOVE SO LIFE」 - 椎名橙「不思議のマリア君」 - 仲野えみこ「帝の至宝」 - ミユキ蜜蜂「姫君と三匹の獣」 - 雪村ゆに「いばらの掟」 |                                                 |
| 35             | 2010       | 候補なし                             | - 雪田玉「ぎしんあんきしらゆき!」 | - 堀古みやこ「百万屋奇談」 - 緑茶まゆか「ロストマウスガール」 | - 果白直己「奉仕部!」 - 片桐シロ「とっくに落ちていたくせに」 - 南十字明日菜「天海羊子の解体新書」 | - 池美留奈「キスに従属」 - 岡田ハルキ「男子ingガール!」 - 田中慧「純愛ステーション」 - 豊田悠「野ばらの花嫁」 - 平間要「センゾク」 - 真柴なお「百年恋慕」 |                                                 |
| 36             | 2011       | 候補なし                             | - 暁「星空パラドックス」 | - 淡藤色「Summer blue」 - 権田原「はなまる牧場」 - 蟹えにか「夢追い人」 | - 九「ウサギちゃんとメガネくんの2泊3日物語」 - 七川花鈴「Neutral peterpan」 | - 師走ゆき「不老姉弟」 - 水森暦「はじまりのにいな」 - 島田ちえ「恋愛デモクラシック」 - 幸村アルト「六百頁のミステリー」 - 壱春コマ「オズのかかし使い」 - 友藤結「影に咲く花」 - 緋桜泉「メタモ☆レイヤーLV.0」 - 石原ケイコ「お嬢様の運転手」 - 月崗ヤスコ「ウチで、お茶でも。」                                                               |                                                 |
| 37             | 2012       | 候補なし                             | - 千歳四季「あいまいギャロップ」 | - 睡夏月「懲役 一年片思い」 - 咲宮涼「黄昏の紅は静かに笑う」 | - 倉月忍「片恋エンゲージ」 - ナッツ「シンデレラは夢を見た」 - 朝鳥サラダ「トラベルダイアリー」 - みかみふみ「僕らの繋ぎ方」 | - 此花高見「蒲田ギュウ乳販売店」 - 堤翔「many」 - 夏目コウ「死神姫の再婚 －薔薇園の時計公爵－」 - 南十字明日菜「男子高は女の子が足りない」 - 池ジュン子「BEAR BEAR」 |                                                 |
| 回             | 年         | 新人大賞                             | 優秀新人賞 | 新人賞 | 佳作 | デビュー優秀者賞 | レディースコミックス賞                          |

| 白泉社少女まんが新人大賞 | 白泉社少女まんが新人大賞 | 白泉社少女まんが新人大賞               | 白泉社少女まんが新人大賞                                        | 白泉社少女まんが新人大賞                                                        | 白泉社少女まんが新人大賞 | 白泉社少女まんが新人大賞                 |
| 回                       | 年                       | 大賞                                   | 金賞                                                            | 銀賞                                                                            | 銅賞 | Yahoo!ブックストア賞                     |
| ------------------------ | ------------------------ | -------------------------------------- | --------------------------------------------------------------- | ------------------------------------------------------------------------------- | --- | ---------------------------------------- |
| 1                        | 2013                     | - 梶井祐「アンダースタンド!」          | - 水智ケイ「恋愛フローチャート」                                | - 綾かおり「サウンド ロール トリコロール」 - 平井るな「ヘビーあふぇくしょん」   | - 莢乃りお「その一言が言えない」 - さくまれん「Veil」 - 芦名ユウ「オオカミのしっぽ」                                                      | つぐみ屋「120年の初恋」                  |
| 2                        | 2014                     | - 朝海いるか「君色の鳥」               | - 小豆あん「物集めの封じ屋」                                    | - しいな亜紀「蛇苺のショートケーキ」                                            | - 奥村かおり「白髪のキャンバス」 - 金城摩美「しるべの島」 - 七條なつ「染め空に広がる」                                                    | 七條なつ「染め空に広がる」               |
| 3                        | 2015                     | - 楠木薫「ディア マイ フレンド」       | - 橡めじろ「だから俺は嘘をつく」 - 安斎かりん「全力サイクロン」 | - 北福佳猫「さよなら かぐや姫」 - 吉丸麻美「爆発にご注意ください」              | - うまぞの文「恋する博士はわからない」 - 春原まい「境界の姫君」 - 桜雲寺彩乃「ココロ ドロップ」                                           | 橡めじろ「だから俺は嘘をつく」           |
| 4                        | 2016                     | 候補なし                               | - ナツミ「強制デスティニー」                                    | - 櫻庭まち「乙宮さんはヒロインになりたい」 - 峠乃あかり「クローン街に雨は堕つ」 | - 永塚未知流「ローリンローリン」 - 仁ミノル「砂城の裏切りの先に」 - 桃乃ロココ「アン・ハッピーガール」 - 鳴海マイカ「世界一の底辺手品師」 | 櫻庭まち「乙宮さんはヒロインになりたい」 |
| 5                        | 2017                     | - みかんばこ「ご主人様と呼ばないで！」 | - ほし野ふう子「さよならメランコリ」                            | - 幸子「漢娘乙女脳」 - 永久平和「ギーナ」                                       | - こはく「颯太と夢神社の獏」 - たかみね「輝きのライオンと煌めきのガール」 - マキタズミ「ペルソナ同盟」                                    | 幸子「漢娘乙女脳」                       |

## 単行本
- 花とゆめ・別冊花とゆめ・LaLa・メロディ共同編集 『白泉社アテナ新人大賞受賞作品集』 白泉社

1. 『めざせ☆デビュー! 〜第30回白泉社アテナ新人大賞受賞作品集〜』 2006年8月18日発売 ISBN 4592188497[19]
2. 『めざせ☆デビュー! 2007 〜第31回白泉社アテナ新人大賞受賞作品集〜』 2007年8月17日発売 ISBN 9784592188605 [20]
3. 『この新人がスゴイ!! 2008 〜第32回白泉社アテナ新人大賞受賞作品集〜』 2008年8月19日発売 ISBN 9784592186601[21]
4. 『この新人がスゴイ!! 2009 〜第33回白泉社アテナ新人大賞受賞作品集〜』 2009年7月17日発売 ISBN 9784592187790[22]
5. 『この新人がスゴイ!! 2010 〜第34回白泉社アテナ新人大賞受賞作品集〜』 2010年7月16日発売 ISBN 9784592183273[23]
6. 『この新人がスゴイ!! 2011 〜第35回白泉社アテナ新人大賞受賞作品集〜』 2011年7月20日発売 ISBN 9784592181309[24]
7. 『この新人がスゴイ!! 2012 〜第36回白泉社アテナ新人大賞受賞作品集〜』 2012年7月20日発売 ISBN 9784592182207[25]
8. 『この新人がスゴイ!! 2013 〜第37回白泉社アテナ新人大賞受賞作品集〜』 2013年7月19日発売 ISBN 9784592191193[26]